# Tylophora congolana
Tylophora congolana är en oleanderväxtart som först beskrevs av Henri Ernest Baillon, och fick sitt nu gällande namn av Arthur Allman Bullock. Tylophora congolana ingår i släktet Tylophora och familjen oleanderväxter. Inga underarter finns listade i Catalogue of Life.